# 너 하나만 못해
너 하나만 못해는 무브먼트 크루의 힙합 및 소울 가수 바비 킴과 힙합 가수 더블케이가 합작해 2010년 발표한 앨범이다. 일본의 프로듀서 겸 DJ인 DJ 하세베의 제안으로 만들어졌다. DJ 하세베는 같은 해 8월 워커힐 씨어터에서 열린 '왓츠 업? 파티(What's Up?party)' 콘서트의 동영상을 보고 이번 작업을 진행하게 되었다.